# Габрје (Севница)
Габрје (словен. Gabrje) је насељено место у општини Севница, Посавска регија, Словенија.

## Историја
До територијалне реорганизације у Словенији било је у саставу старе општине Севница.

## Становништво
У попису становништва из 2011. године, Габрје је имало 39 становника.
| Број становника према пописима | Број становника према пописима | Број становника према пописима |
| ------------------------------ | ------------------------------ | ------------------------------ |
| 1991                           | 2002                           | 2011                           |
| 70                             | 63                             | 39                             |

Напомена: Године 2008. смањен за део насеља који је са издвојеним делом од насеља Говеји Дол спојен у ново самостално насеље Крижишче.